# Паюнен, Юсси
Ю́сси И́лмари Па́юнен (фин. Jussi Ilmari Pajunen; родился 5 сентября 1954, Хельсинки, Финляндия) — финский политик от Национальной коалиционной партии, мэр Хельсинки (2005—2017).

## Биография
Родился 5 сентября 1954 года в Хельсинки.
В течение восьми лет являлся членом городского совета Хельсинки, а с 2003 по 2005 годы занимал пост председателя городского Правительства. C 2005 года занимает пост мэра Хельсинки.
Магистр экономических наук. Говорит на финском, шведском, английском и французском языках.
Заработная плата мэра Хельсинки с января 2013 года составляет около 200 тысяч евро в год (14 700 евро в месяц), а с 2017 года мэр будет получать в месяц 14 тысяч евро.